# Méthyltrichlorosilane
Le méthyltrichlorosilane est un composé chimique de formule SiCl3CH3. Il se présente sous la forme d'un liquide incolore à l'odeur piquante rappelant celle de l'acide chlorhydrique HCl(aq). Il s'agit d'un composé réactif utilisé principalement pour former des polymères de siloxane interconnectés.
Il est produit essentiellement à l'aide de la synthèse de Müller-Rochow, ou synthèse directe, en faisant réagir du chlorométhane CH3Cl avec du silicium élémentaire en présence d'un catalyseur à base de cuivre le plus souvent au-dessus de 250 °C :
3 CH3Cl + Si → SiCl3CH3 + C2H4 + H2.
Bien qu'il s'agisse de la principale voie de synthèse à ce jour dans la production de silicone, elle demeure peu efficace pour ce qui concerne la production du méthyltrichlorosilane ; afin d'accroître la proportion de ce composé par rapport au principal produit de la réaction, qui demeure le diméthyldichlorosilane SiCl2(CH3)2, on réduit la quantité de catalyseur utilisée.